# Степнянский (Азовский район)
Степнянский — хутор в Азовском районе Ростовской области.
Входит в состав Задонского сельского поселения.

## География
Расположен в 50 км (по дорогам) юго-восточнее районного центра — города Азова. Рядом с хутором проходит дорога М4 «Дон», имеется АЗС.

### Улицы
- ул. Азовская
- ул. Гагарина
- ул. Красноармейская
- ул. Молодёжная
- ул. Социалистическая

## История
Летом 2013 года на территории хутора Степнянский возникли сложности с достаточным количеством питьевой воды. Единственная существующая скважина забилась, а колодцы на территории хутора отсутствуют. В связи с этим жители стали употреблять дождевую воду.

## Население
| 1989 | 2002 | 2010 |
| ---- | ---- | ---- |
| 269  | ↗281 | ↘276 |

## Достопримечательности
Поблизости от хутора Степнянский расположено несколько археологических объектов. Их возникновение датируется периодом II век до нашей эры — XVI век нашей эры. У объектов местная категория охраны согласно Решению Малого Совета облсовета № 301 от 18 ноября 1992 года.
- Курганный могильник «Эльбузд-3» (2 насыпи) — памятник археологии, расположенный в окрестностях хутора Степнянский. Его территория расположена в 2 километрах южнее фермы № 2 ГПЗ «Каяльский»[4].
- Курган «Эльбузд-2» — памятник археологии, расположен поблизости от территории поселка Степнянский. Он находится на расстоянии 2 километров на юго-восток от фермы № 2 ГПЗ «Каяльский»[5].
- Курганный могильник «Эльбузд-1» (3 насыпи) — археологический памятник, который расположен близ поселка Степнянский. Его территория находится на расстоянии 1 километра в юго-восточном направлении от летнего лагеря «Самарский»[6].
- Курган «Степнянский-2» — археологический памятник, находится на расстоянии 400 метров западнее поселка Степнянский[7].
- Курган «Степнянский-1» — памятник археологии, расположен на расстоянии 1,5 километров северо-западнее посёлка Степнянский[8].